# Az Osztrák–Magyar Monarchia pénzügyminiszterei
Az Osztrák–Magyar Monarchia közös pénzügyminisztériuma, illetve a közös pénzügyminiszter tisztsége a kiegyezés eredményeként jött létre 1867-ben. Feladata a Magyarország és Ausztria közös ügyeinek (külügy és hadügy) vitelével kapcsolatos pénzügyek irányítása volt. A tisztség a Monarchia megszűnéséig létezett. A közös pénzügyminiszter feladata nagyon korlátozott volt, csak a közös ügyek ellátására a két állam által rendelkezésére bocsátott eszközökkel rendelkezett, és mind Magyarországnak, mind Ausztriának volt saját pénzügyminisztere is.
Emellett ellátott egyes, a két állam által kifejezetten ráruházott más feladatokat is, elsősorban Bosznia-Hercegovina közigazgatásának irányítását annak 1908-ban történt bekebelezése után.

## A tisztséget betöltők listája
A nem magyar nemzetiségű miniszterek neve után zárójelben a magyaros átírás szerepel, ha van.
Az 1848–49-es forradalom és szabadságharcot követő „önkényuralmi szakasz” (Bach-korszak) pénzügyminiszterei:
| Név                   | hivatal kezdete | hivatal vége | megjegyzés                                                                                      |
| --------------------- | --------------- | ------------ | ----------------------------------------------------------------------------------------------- |
| Philipp von Krauß     | 1848            | 1851         | osztrák adórendszer bevezetése Magyarországon, inflációs politika az államadósság csökkentésére |
| Karl Ludwig von Bruck | 1855            | 1860         | valutastabilizáció, ezüstsztenderd, „nemzeti kölcsön”                                           |
| Ignaz von Plener      | 1860            | 1865         | jegybanki autonómia, deflációs politika                                                         |

A kiegyezés utáni pénzügyminiszterek
| Név                                           | hivatal kezdete     | hivatal vége        | párt            | megjegyzés                                        |
| --------------------------------------------- | ------------------- | ------------------- | --------------- | ------------------------------------------------- |
| Franz Karl Becke (Becke Károly)               | 1867. december 24.  | 1870. január 15.    | ?               |                                                   |
| Friedrich Ferdinand von Beust (Beust Frigyes) | 1870. január 15.    | 1870. május 21.     | ?               | közös külügyminiszterként, ideiglenesen           |
| Lónyay Menyhért                               | 1870. május 21.     | 1871. november 14.  | Deák-párt       |                                                   |
| id. Andrássy Gyula                            | 1871. november 14.  | 1872. január 15.    | Deák-párt       | közös külügyminiszterként, ideiglenesen           |
| Ludwig von Holzgethan (Holzgethan Lajos)      | 1872. január 15.    | 1876. június 11.    | ?               |                                                   |
| id. Andrássy Gyula                            | 1876. június 11.    | 1876. augusztus 14. | Deák-párt       | közös külügyminiszterként, ideiglenesen           |
| Leopold Hofmann (Hofmann Lipót)               | 1876. augusztus 14. | 1880. április 8.    | ?               |                                                   |
| Szlávy József                                 | 1880. április 8.    | 1882. június 4.     | pártonkívüli    |                                                   |
| Kállay Béni                                   | 1882. június 4.     | 1903. július 14.    | Szabadelvű Párt |                                                   |
| Agenor Gołuchowski (Goluchowski Agenor)       | 1903. július 14.    | 1903. július 24.    | ?               | közös külügyminiszterként, ideiglenesen           |
| Burián István                                 | 1903. július 24.    | 1912. február 20.   | pártonkívüli    |                                                   |
| Leon Biliński (Bilinszki Leó)                 | 1912. február 20.   | 1915. február 7.    | ?               |                                                   |
| Ernst von Körber (Koerber Ernő)               | 1915. február 7.    | 1916. október 28.   | ?               |                                                   |
| Burián István                                 | 1916. október 28.   | 1916. december 2.   | pártonkívüli    | közös külügyminiszterként, ideiglenesen           |
| Konrad zu Hohenlohe-Schillingsfürst           | 1916. december 2.   | 1916. december 22.  | ?               | mindössze 20 napig volt közös pénzügyminiszter    |
| Burián István                                 | 1916. december 22.  | 1918. szeptember 7. | pártonkívüli    |                                                   |
| Alexander Spitzmüller (Spitzmüller Sándor)    | 1918. szeptember 7. | 1918. november 4.   | ?               |                                                   |
| Szalay László (zámolyi)                       | 1918. november 4.   | 1918. november 10.  | pártonkívüli    | Mint osztályfőnök, a minisztérium utolsó vezetője |